# Dale (Pitbull)
Dale è il nono album in studio del rapper cubano-statunitense Pitbull in lingua spagnola, pubblicato il 17 luglio 2015.
In esso sono comprese collaborazioni con Wisin, Mohombi, Ricky Martin, Farruko, Osmani Garcia, Yandel e altri. L'album è stato anticipato dai singoli Como Yo Le Doy ft. Don Miguelo, Piensas ft. Gente De Zona, Baddest Girl In Town ft. Mohombi & Wisin e dal singolo promozionale El taxi, disco di platino in Spagna e Italia.
L'album è alla posizione numero 1 della "iTunes Top Latin Albums", "Apple Music", su "Billboard Top Latin Albums" e molte altre classifiche.

## Tracce
1. Piensas (featuring Gente de Zona) – 3:44
2. Como yo le doy (featuring Don Miguelo) – 4:24
3. El taxi (featuring Sensato, Osmani García y Dayami La Musa) – 5:24
4. Yo Quiero (featuring Gente de Zona) – 3:26
5. El Party (featuring El Micha) – 3:42
6. Mami mami (featuring Fuego) – 3:19
7. Baddest Girl In Town (#BGIT) (featuring Mohombi e Wisin) – 2:55
8. Chi Chi Bon Bon (featuring Osmani García) – 3:24
9. Haciendo Ruido (featuring Ricky Martin) – 3:09
10. Hoy se bebe (featuring Farruko) – 3:40
11. No puedo Màs (featuring Yandel) – 3:47
12. Que Lo Que (Sensato featuring Pitbull e Papayo e El Chevo) – 3:44

## Classifiche
| Paese                        | Posizione massima |
| ---------------------------- | ----------------- |
| Spagna                       | 62                |
| Stati Uniti                  | 97                |
| Stati Uniti Top Latin Albums | 1                 |
| Svizzera                     | 71                |